# Ruhesystem
Das Ruhesystem eines starren Körpers ist ein Bezugssystem, in dem er ruht, d. h. in welchem seine sämtlichen Koordinaten konstant bleiben. Liegt der Koordinatenursprung im Schwerpunkt des Körpers, handelt es sich auch um ein Schwerpunktsystem für diesen. 
In allgemeinerer Formulierung ist das Ruhesystem eines physikalischen Systems S das Bezugssystem, in dem der Gesamtimpuls von S null ist.
Für kräftefreie Körper ist ein Ruhesystem ein Inertialsystem. Im Allgemeinen treten jedoch Trägheitskräfte auf, also ist ein Ruhesystem im Allgemeinen ein beschleunigtes Bezugssystem.
Zum Beispiel dreht sich das Ruhesystem der Erdoberfläche mit der Erdrotation mit, was zu Zentrifugal- und Corioliskräften führt, mit deutlichem Einfluss (u. a.) auf Ozeanströme und Klima.

## Ruhesysteme als Beobachter in der speziellen Relativitätstheorie
Ruhesysteme von Punkten werden in der speziellen Relativitätstheorie Beobachter genannt.
Die Zeit, wie sie für den Beobachter vergeht, wird Eigenzeit genannt. Die Beziehungen zwischen relativ zueinander ruhenden Objekten dienen unmittelbar zur Definition der Messgrößen Distanz und Dauer und folglich mittelbar zur Definition darauf basierender Messgrößen wie Geschwindigkeit, Beschleunigung, Winkel, Winkelgeschwindigkeit, Krümmung usw.

## Beobachter in der allgemeinen Relativitätstheorie
In der allgemeinen Relativitätstheorie werden mit „Beobachter“ Kurven auf der Raumzeit bezeichnet, deren Ableitung überall zeitartig ist. In jedem Punkt der Kurve kann man die allgemeine Relativitätstheorie durch die spezielle approximieren, dann erhält man momentan mitbewegte Ruhesysteme (engl. momentarily comoving reference frames, MCRF).

## Eingeschränkte Ruhesysteme und deren Beziehungen
Die Forderung nach gegenseitiger Ruhe kann von Beteiligten erfüllt sein, die noch darüber hinausgehende Beziehungen untereinander feststellen, z. B. dass je vier von ihnen untereinander eben sind. Das entsprechende Ruhesystem stellt in einem solchen Fall eine (Teilmenge einer) Ebene dar. Die Angehörigen verschiedener solcher Ruhesysteme wiederum ruhen nicht unbedingt zueinander, oder sie bewegen sich nicht unbedingt gegenüber einander (gleichförmig oder anders), sondern es besteht auch die Möglichkeit, dass sie zueinander starr sind.

## Aufstellung von Inertialsystemen auf Grundlage gegebener Ruhesysteme
Falls den Angehörigen eines gegebenen Ruhesystems (bzw. deren Anzeigen) Koordinatenwerte zugeordnet werden und diese affin bzgl. der bestehenden Distanzen (bzw. Dauern) sind, wird das so gebildete Koordinatensystem ein Inertialsystem genannt.